# Acrolister congoensis
Acrolister congoensis är en skalbaggsart som beskrevs av Lundgren in Johnson et al. 1991. Acrolister congoensis ingår i släktet Acrolister och familjen stumpbaggar. Inga underarter finns listade i Catalogue of Life.